# Nördlicher Teppichhai

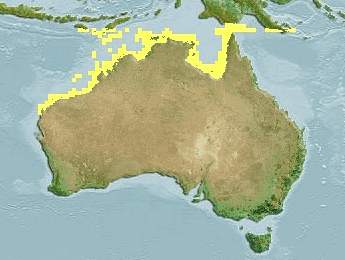
Verbreitungsgebiet

Der Nördliche Teppichhai (Orectolobus wardi) ist ein Echter Hai aus der Familie der Teppichhaie (Orectolobidae). Er lebt im West-Pazifik vor der Nordküste von Australien.

## Merkmale
Die Art ist flach mit breitem Kopf und Körper und erreicht eine Länge von 63 cm, eine unbestätigte Sichtung berichtet auch von 100 cm. Rund um den Oberkiefer trägt sie Barteln und Hautlappen, die sich, im Gegensatz zu denen von anderen Arten der Teppichhaie, nicht verzweigen. Auf dem Rücken trägt sie, im Vergleich zu anderen Teppichhaien eher unauffällige, dunkle Sättel, zwischen den Sätteln befinden sich keine weiteren Zeichnungen.

## Lebensweise
Der Nördliche Teppichhai lebt in unmittelbarer Küstennähe in meist brackigem Flachwasser in Tiefen von etwa 3 m. Er jagt nachts vermutlich bodenbewohnende Weichtiere und kleinere Fische, über seine Ernährung ist jedoch nichts Genaueres bekannt. Tagsüber versteckt er sich meist unter Felsvorsprüngen. Die Art ist ovovivipar.